# Martin-Luther-Kirche (Bad Neuenahr)

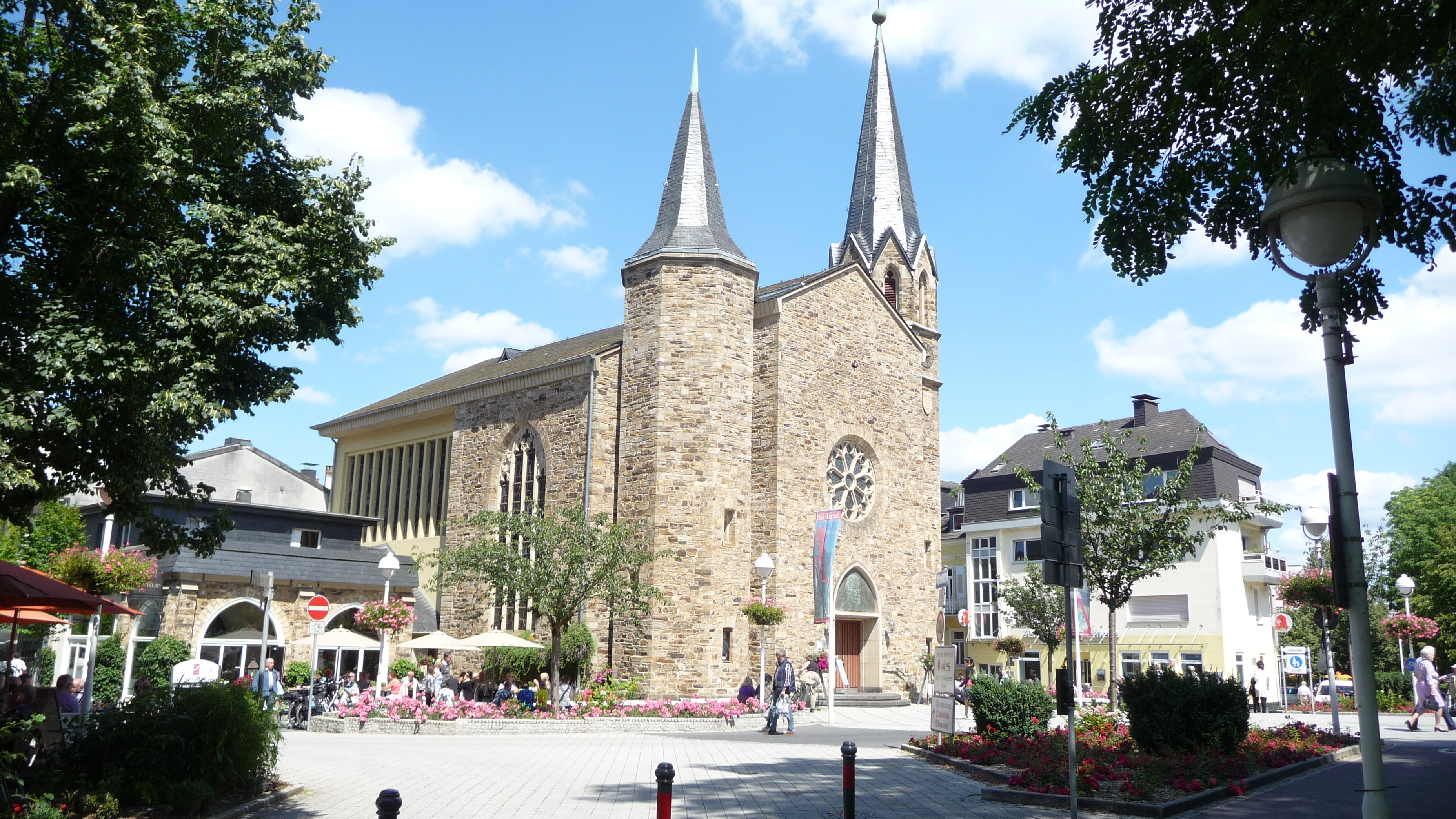
Die Martin-Luther-Kirche

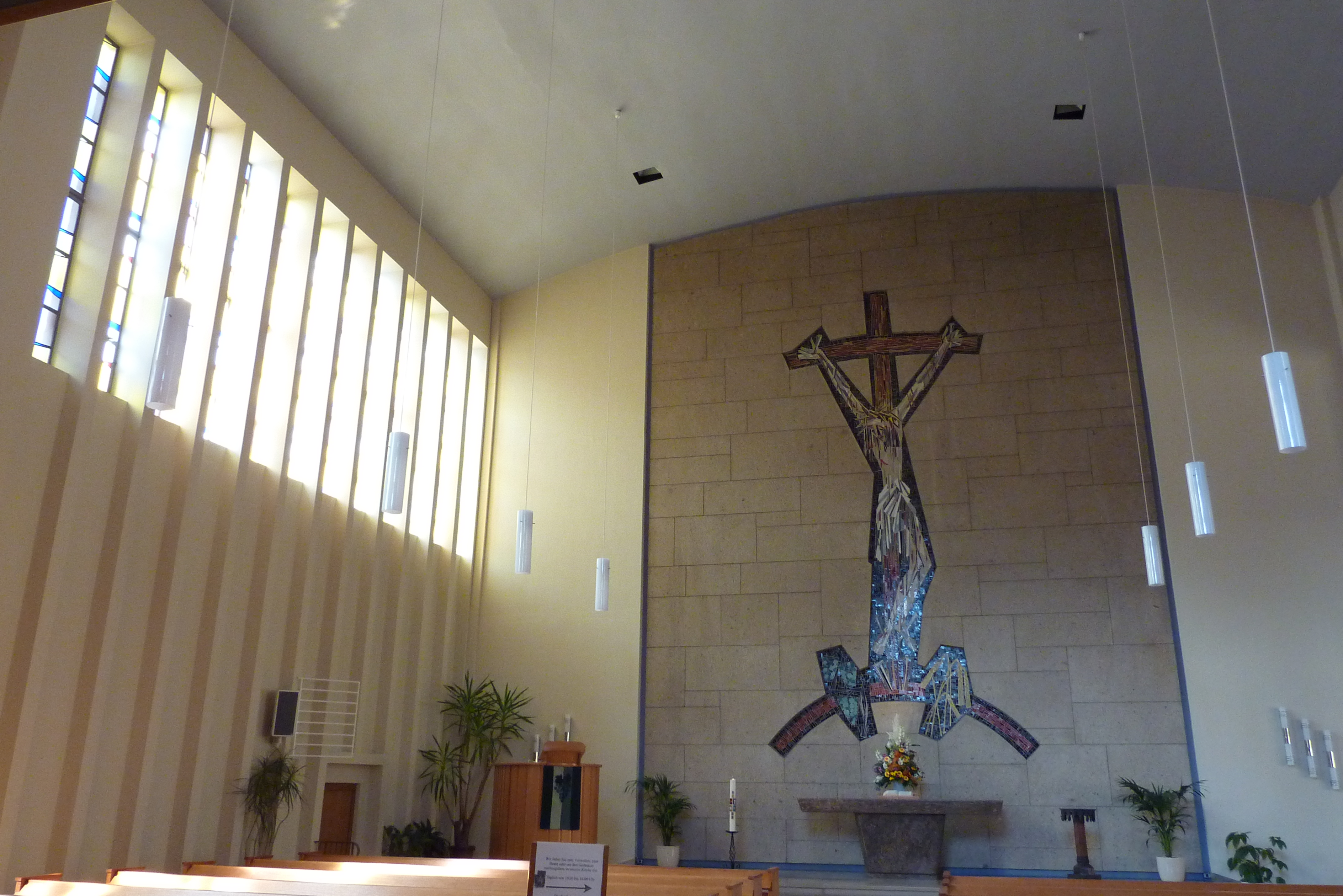
Innenansicht der Kirche

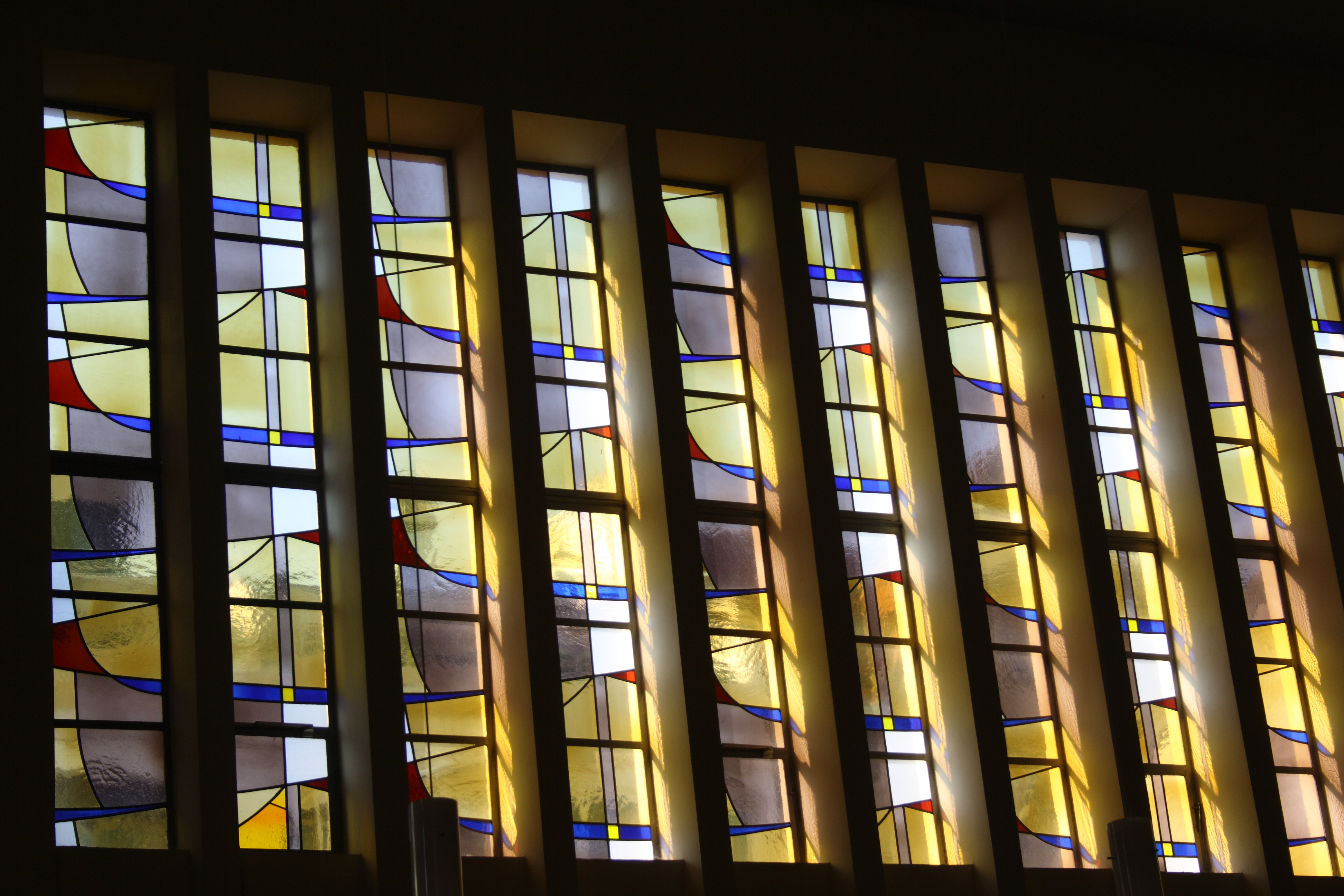
Moderne Glasfront

Die Martin-Luther-Kirche in  Bad Neuenahr, einer Stadt im Landkreis Ahrweiler (Rheinland-Pfalz), ist eine von zwei Kirchen der Kirchengemeinde Bad Neuenahr, die zum Kirchenkreis Koblenz der Evangelischen Kirche im Rheinland gehört. Die Kirche ist ein geschütztes Kulturdenkmal.

## Geschichte
Mitte des 19. Jahrhunderts gab es in der Kreisstadt Ahrweiler etwa 30 evangelische Christen, die zur Evangelischen Gemeinde Remagen gehörten. Der Pfarrer kam von Remagen, um im Saal des Gasthauses Houverath in Ahrweiler den Gottesdienst abzuhalten. Die evangelischen Christen in der aufstrebenden Kurstadt Neuenahr mussten ebenfalls zum Gottesdienst nach Ahrweiler. Durch Spenden der Kurgäste, durch eine Beihilfe des Gustav-Adolf-Werks, durch Kollekten in anderen rheinischen Gemeinden und in Holland, sowie durch ein Geschenk von 10.000 Talern Sr. Majestät wurde der 1872 fertiggestellte Bau der Martin-Luther-Kirche finanziert. Ein Jahr später wurde der Pfarrsitz nach Neuenahr verlegt und der Betsaal in der Niederhutstraße wurde verkauft. Erst 1878 ging die 25-jährige Zeit als Vikariatsgemeinde mit der Gründung der Evangelischen Gemeinde Bad Neuenahr zu Ende. Erster Pfarrer der Gemeinde war Gustav Adolf Pliester; an den Erbauer der Kirche erinnert eine Gedenktafel an der Außenseite.
Die Kirche wurde während der Flutkatastrophe im Ahrtal 2021 überflutet und musste geschlossen werden. Der Wiederaufbau soll im Frühjahr 2023 beginnen, die Wiedereinweihung ist für 2024 geplant.

## Architektur
Von dem 1872 erbauten neugotischen Kirchenbau sind nach einem Umbau im Jahre 1958 durch den Trierer Architekten Heinrich Otto Vogel in der ursprünglichen Form nur der Glockenturm im Osten, die Rosette über dem Hauptportal sowie die beiden Seitenfenster erhalten geblieben. Der alte Teil wurde aus heimischem Bruchstein errichtet und die neuen Teile aus Beton, der mit Bruchstein verkleidet wurde. Der Anbau des östlichen Seitenschiffes wurde mit Rippen-Glasfenstern versehen.
Der Innenraum wurde beim Umbau völlig neu gestaltet. Das Holzgewölbe wurde durch eine flache Betondecke ersetzt. An der Stirnseite, hinter dem Altar, wurde ein Mosaik angebracht, das den Gekreuzigten darstellt. Es ist ein Werk des Künstlers Eugen Keller aus Höhr-Grenzhausen. Die 1978 eingebaute Orgel stammt von der Orgelbaufirma Ott in Göttingen.